# Sparganium americanum
Sparganium americanum es una planta acuática de la familia del junco (Typhaceae), dentro del orden Poales en lo que comúnmente llamamos grupo de las monocotiledóneas, aunque hoy en día se agrupan dentro del grupo Liliopsida; también se clasifica este género dentro de su propia familia Sparganiaceae. El nombre del género Sparganium se deriva del griego “Sparganion” un nombre que era usado por Dioscórides, un farmacólogo griego del siglo I, la especie, S. americanum, hace referencia a  Estados Unidos de América.

## Descripción
Planta acuática, plantas delgadas, similares a pastos de hasta 1 m de altura, hojas e inflorescencias usualmente emergentes; hojas erectas pero no especialmente rígidas, usualmente quilladas cerca de la base, aplanadas distalmente, de hasta 1 m de largo por entre 6 y 12 mm de ancho; inflorescencias con un raquis de cero a tres veces ramificado, erecto y ascendente, cabezas pistiladas de 1 a 3 en cada rama, de 2 a 6 en el raquis primario, cabezas estamimadas de 3 a 7 en cada rama, de 4 a 10 en el raquis primario; tépalos a menudo con un gran punto subapical obscuro; frutos de color café a café verdoso obscuro, subsésiles a estipitados, fusiformes, con los tépalos afianzados en la base. En México esta especie se distingue de S. eurycarpum por tener un fruto subsesil a estipitado y un solo estigma.

## Distribución
La especie se distribuye ampliamente en Canadá y Estados Unidos de América, mientras que en México se conoce solo por tres registros en el estado de Durango, municipio de Pueblo Nuevo, localidad El Salto.

## Ambiente
Planta dulceacuícola, en lagos de montaña, arroyos de bosques templados, pantanos y canales, se ha colectado entre los 2200 y 2600 m s. n. m.

## Estado de conservación
En México se le considera bajo la categoría de en Peligro de extinción (P) según la NOM-059-SEMARNAT-2010. Considerada como de Preocupación Menor (LC = Least Concern) por la Lista Roja de especies amenazadas de la IUCN.
«w». Índice Internacional de Nombres de las Plantas (IPNI). Real Jardín Botánico de Kew, Herbario de la Universidad de Harvard y Herbario nacional Australiano (eds.).